# Campeonato Português da 1.ª Divisão de Polo Aquático Feminino de 2014–2015
O Campeonato Português da 1a Divisão de Polo Aquático Feminino (English: Water Polo) de 2014/2015 foi a 27ª edição desde ressurgimento  em 1987-1988, competição organizada pela Federação Portuguesa de Natação,  É disputada por 4 equipas, em três fases. O Clube Fluvial Portuense conquistou o seu 9º Título.

## Play-off Final
3º jogo play-off final: Se necessário.
2º jogo play-off final: 16/05/2015 ADDCEG Gondomar - Clube Fluvial Portuense, 6-10 (2-1, 2-4, 1-3, 1-2) Local: São Cosme
1º jogo play-off final: ??/05/2015 Clube Fluvial Portuense - ADDCEG Gondomar, 7-4 (0-0; 0-0; 0-0; 0-0) Local: São Cosme
O Clube Fluvial Portuense sagrou-se Campeão nacional 2 – 0 (7-4, 10-6) contra ADDCEG - Gondomar 

## CN da 1ª Divisão Feminino de Polo Aquatico 2ª Fase
| Pos | Equipa       | J  | V  | E | D  | GM  | GS  | Diff | Pts |
| --- | ------------ | -- | -- | - | -- | --- | --- | ---- | --- |
| 1   | CF Portuense | 12 | 12 | 0 | 0  | 166 | 88  | +78  | 28  |
| 2   | ADDCEG       | 12 | 6  | 1 | 5  | 121 | 101 | +20  | 14  |
| 3   | SL Benfica   | 12 | 5  | 1 | 6  | 94  | 114 | -20  | 13  |
| 4   | Arsenal 72   | 12 | 0  | 0 | 12 | 63  | 141 | -78  | 0   |

## CN da 1ª Divisão Feminino de Polo Aquatico 1ª Fase
| Pos | Equipa       | J | V | E | D | GM | GS  | Diff | Pts |
| --- | ------------ | - | - | - | - | -- | --- | ---- | --- |
| 1   | CF Portuense | 6 | 6 | 0 | 0 | 91 | 41  | +50  | 18  |
| 2   | ADDCEG       | 6 | 3 | 1 | 2 | 80 | 52  | +28  | 10  |
| 3   | SL Benfica   | 6 | 2 | 1 | 3 | 80 | 52  | +28  | 10  |
| 4   | Arsenal 72   | 6 | 0 | 0 | 6 | 32 | 138 | -106 | 0   |